# Jean Pierre Charles Perrot de Renneville
Jean Pierre Charles Perrot, dit Perrot de Renneville, né en 1803 à Juliers et mort le 5 octobre 1874 dans le 6e arrondissement de Paris, est un auteur dramatique français.

## Biographie
Commissaire-inspecteur près les Théâtres et spectacles de Paris, ses pièces ont été représentées sur les plus grandes scènes parisiennes du XIXe siècle : théâtre des Folies-Dramatiques, théâtre de l'Ambigu-Comique, théâtre de l'Opéra, etc.

## Œuvres
- Le Chemin de fer de Saint-Germain, à-propos-vaudeville en 1 acte, avec Charles Henri et Adolphe Salvat, au théâtre de la Porte-Saint-Antoine, 1837
- L'Agent matrimonial, vaudeville en 1 acte, avec Adolphe Salvat, au théâtre du Luxembourg, 1845
- Un chapitre de Balzac, comédie-vaudeville en 2 actes, au théâtre des Folies-Dramatiques, 1847
- La Filleule des fées, grand ballet-féerie en 3 actes et 7 tableaux précédé d'un prologue, avec Jules-Henri Vernoy de Saint-Georges, musique d'Adolphe Adam, au théâtre de l'Opéra, 1849
- Page et Pensionnaire, vaudeville en 1 acte, avec Eugène Nantulle, au théâtre des Délassements-Comiques, 1853
- Hardi comme un page, vaudeville en 2 actes, avec François Llaunet, au théâtre de Délassements-Comiques, 1855
- Le Quinze août, ou le Rêve d'un soldat, à-propos mêlé de couplets, 1858
- Les Anciens et les Nouveaux, à-propos militaire et populaire en 1 acte avec Eugène Nantulle, au théâtre de l'Ambigu, 1861
- La Pupille de la garde, ou Un souvenir d'Italie, à-propos en 1 acte, mêlé de couplets, avec Eugène Nantulle, au théâtre de l'Ambigu-Comique, 1862
- Qui crève les yeux, les paye, comédie en 1 acte, avec Ernest Buffault, au théâtre des Champs-Elysées, 1862
- Paul et Virginie dans une mansarde, vaudeville en 1 acte, avec Alfred Séguin, au théâtre des Champs-Elysées, 1863
- À la salle de police, croquis militaire en un acte, mêlé de chant, avec Eugène Nantulle au théâtre des Folies-Dramatiques, 1866